# Cantoni della Federazione di Bosnia ed Erzegovina

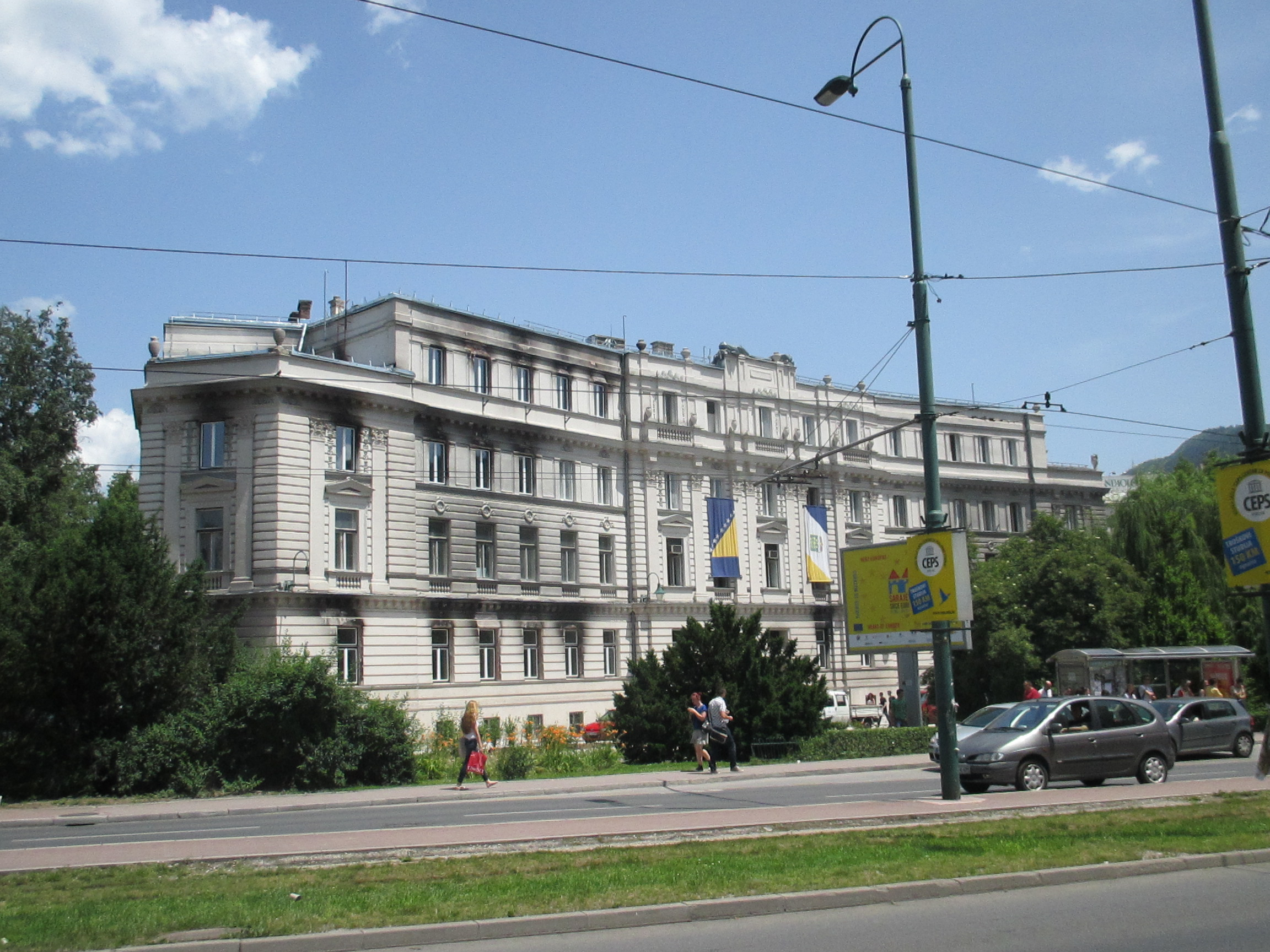
L'edificio sede del Cantone di Sarajevo

La Federazione di Bosnia ed Erzegovina si compone di 10 cantoni (kantoni in bosniaco, e кантони in serbo) oppure contee (županije in croato) che rappresentano il secondo livello amministrativo locale della Bosnia ed Erzegovina. Svolgono la funzione di raggruppare i comuni della federazione, il primo livello amministrativo locale.
II 52% del territorio del comune di Brčko che spettava alla federazione, come il restante 48% alla Repubblica Serba, è stato sottratto alla giurisdizione dell'entità ed è andato a formare il distretto di Brčko, sotto la supervisione della comunità internazionale e la giurisdizione della Bosnia ed Erzegovina.

## Storia
I cantoni vennero istituiti con gli accordi di Washington tra il governo della Repubblica di Bosnia ed Erzegovina e quello croato della Herceg-Bosna, mentre i confini attuali vennero definiti con l'accordo di Dayton nel 1995 che stabilì per ogni cantone un proprio governo, vari ministeri, un parlamento, un corpo di polizia e meccanismi giuridici per evitare il predominio di un popolo costitutivo sull'altro, soprattutto nei cantoni a popolazione mista. Oggi questo sistema di gestione amministrativa della federazione è molto criticato, come tutto quello della Bosnia ed Erzegovina, per inefficienza e spreco di risorse, comunque tentativi di riforma sono difficili soprattutto per la difficoltà di trovare un accordo tra le varie etnie del Paese.

### Composizione etnica dei cantoni
Sono presenti 5 cantoni a maggioranza bosgnacca (Una-Sana, Tuzla, Zenica-Doboj, Podrinje Bosniaca e Sarajevo), tre hanno maggioranza croata (Posavina, Erzegovina Occidentale, Bosnia Occidentale) e due sono a composizione mista (Cantone/Contea della Bosnia Centrale, Cantone/Contea dell'Erzegovina-Narenta)

### Elenco
Qui sotto è presente una lista dei cantoni della Federazione di Bosnia ed Erzegovina
| No.   | Nome in italiano                    | Nome in bosniaco                | Nome in croato                             | Capoluogo     | Area (km2) |
| ----- | ----------------------------------- | ------------------------------- | ------------------------------------------ | ------------- | ---------- |
| I.    | Cantone dell'Una-Sana               | Unsko-sanski kanton             | Unsko-sanska županija                      | Bihać         | 4.125      |
| II.   | Cantone della Posavina              | Posavski kanton                 | Posavska županija                          | Orašje        | 325        |
| III.  | Cantone di Tuzla                    | Tuzlanski kanton                | Tuzlanska županija                         | Tuzla         | 2.649      |
| IV.   | Cantone di Zenica-Doboj             | Zeničko-dobojski kanton         | Zeničko-dobojska županija                  | Zenica        | 3.343      |
| V.    | Cantone del Podrinje bosniaco       | Bosansko-podrinjski kanton      | Bosansko-podrinjska županija               | Goražde       | 504,6      |
| VI.   | Cantone della Bosnia Centrale       | Srednjobosanski kanton          | Županija Središnja Bosna                   | Travnik       | 3.189      |
| VII.  | Cantone dell'Erzegovina-Narenta     | Hercegovačko-neretvanski kanton | Hercegovačko-neretvanska županija          | Mostar        | 4.401      |
| VIII. | Cantone dell'Erzegovina Occidentale | Zapadnohercegovački kanton      | Zapadnohercegovačka županija               | Široki Brijeg | 1.362      |
| IX.   | Cantone di Sarajevo                 | Kanton Sarajevo                 | Vrhbosanska županija o Sarajevska županija | Sarajevo      | 1.276,9    |
| X.    | Cantone 10                          | Hercegbosanski kanton           | Hercegbosanska županija                    | Livno         | 4.934,1    |